# Julia Nickson-Soul
Julia Nickson-Soul est une actrice singapourienne et américaine née le 11 septembre 1958.
Elle a été mariée à David Soul de 1987 à 1993.
Elle est connue pour son rôle de Co Bao dans le film Rambo 2 : La Mission.

## Filmographie

### Cinéma
- 1985 : Rambo 2 : La Mission (Rambo: First Blood Part II) : Co Bao
- 1987 : Tian guan ci fu : Julia
- 1988 : Chiari di luna : Yumi
- 1988 : Glitch! : Michelle Wong
- 1990 : China Cry: A True Story : Sung Neng Yee
- 1992 : K2 : Cindy Jameson
- 1992 : Sidekicks : Noreen Chan
- 1993 : Baak mooi
- 1994 : Double Dragon : Satori Imada / Lotus Flower
- 1996 : Tigre blanc (White Tiger) : Jade
- 1998 : Obsession fatale (Devil in the Flesh) : Anna Nakashi
- 1999 : Life Tastes Good : The Woman
- 2004 : Skin Trade : The Lady Ping
- 2004 : Ethan Mao : Sarah Mao
- 2005 : Genghis Khan : Bortey

### Télévision
- 1987 : La Main jaune (Harry's Hong Kong) : Mei Ling
- 1988 : Noble House : Orlanda Ramos
- 1989 : Le Tour du monde en quatre-vingts jours : Princesse Aouda
- 1989 : Man Against the Mob: The Chinatown Murders : Kaylie
- 1990 : The Girl Who Came Between Them : Nhung
- 1993 : Amityville : Darkforce : Suki
- 2001 : Love Bytes : Rambo
- 2006 : Junior Pilot : Hannah

## Voix françaises
- Martine Irzenski dans Rambo 2 : La Mission (1985)
- Frédérique Tirmont dans Le Tour du monde en quatre-vingts jours (1989)
- Dorothée Jemma dans K2 (1991)
- Véronique Augereau dans Sidekicks (1992)
- Virginie Ledieu dans Amityville : Darkforce (1993)
- Yumi Fujimori dans Double Dragon (1994)